# Abée (Belgique)
Pour les articles homonymes, voir Abée.
Abée (en wallon Âbèye) est une section de la commune belge de Tinlot située en Région wallonne dans la province de Liège.
C'était une commune à part entière avant la fusion des communes de 1977.

## Toponymie
Propriété de (suffixe -acum ayant évolué en -ée) Albo (déformé en Abbo-), anthroponyme germanique, probable diminutif de *Alboldus (germanique *all « tout » et *bald « audacieux »).

## Démographie
- Sources:INS, Rem:1831 jusqu'en 1970=recensements, 1976= nombre d'habitants au 31 décembre

## Patrimoine et culture

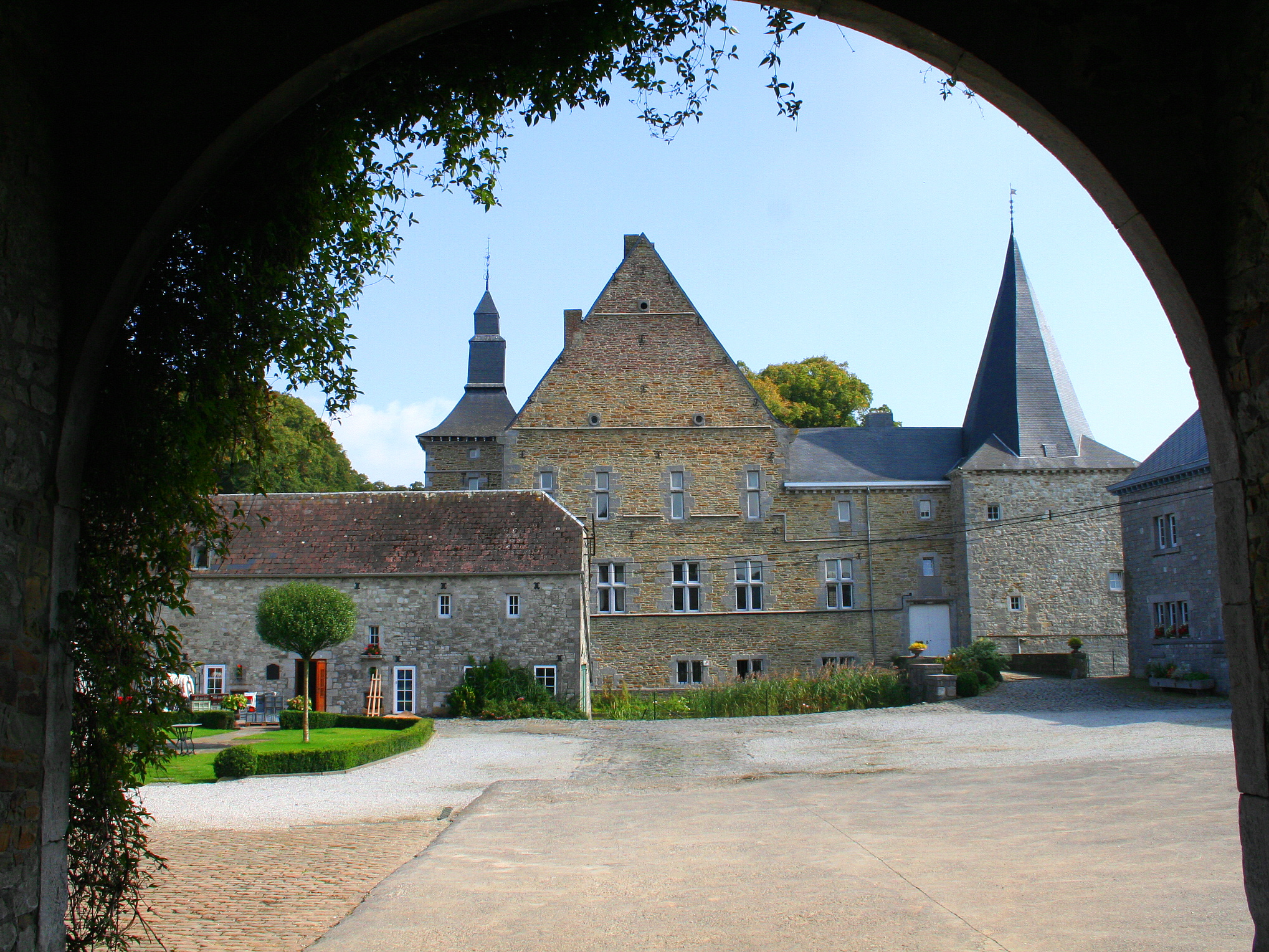
Le château d'Abée, XVIIIe siècle.